# محمد عمر الشيشاني
محمد عمر الشيشاني (24 أبريل 1989) لاعب كرة قدم أردني يلعب كمهاجم لنادي الفيصلي.

## الإحصائيات
| منتخب الأردن | منتخب الأردن | منتخب الأردن |
| سنة          | الظهور       | الأهداف      |
| ------------ | ------------ | ------------ |
| 2016         | 1            | 0            |
| المجموع      | 1            | 0            |

## روابط خارجية
- محمد عمر الشيشاني على موقع ناشيونال فوتبول تيمز (الإنجليزية)
- محمد عمر الشيشاني على موقع Soccerway.com (الإنجليزية)